# دژ رشکان
دژ رشکان در نزدیکی صفائیه (محله) شهر ری و تپه چشمه‌علی قرار دارد. یکی از دژ و قلعه‌های محافظ هسته اولیه ری به‌شمار می‌رفت. این دژ با ساختاری متشکل از لاشه سنگ و ساروج، متعلق به دوره(اشکانیان) است. این دژ گذشته با انتساب به فخرالدوله ابن رکن الدوله دیلمی، فخرآباد نامیده می‌شد.

## وجه تسمیه
نام قلعه عظیم «رشکان» از کلمه «ارشک یکم» که بنیانگذار این سلسله پادشاهی بوده گرفته شده‌است و دیگر پادشاهان این سلسله جهت افتخار کلمه ارشک را به نام خود اضافه می‌کردند. ری در آن زمان «ارشکیه » نام داشته‌است. از این محل وسایل جنگی کهنه زیادی بدست آمده که در موزه ایران باستان موجود می‌باشد.

## کاربرد
در این قلعه کاخ‌ها، اموالی گران‌بها و اسلحه خانه‌هایی وجود داشت. بخش‌های اصلی قلعه تا زمان قاجار نیز بر جا بود، اما امروزه قسمت اعظم آن تخریب شده‌است. دیوارهای غربی این دژ دارای سوراخ‌هایی برای تیر وکمان است.

## نگارخانه

نمایی از باقی‌مانده قسمت بالایی دژ
پائین ضلع غربی دژ رشکان
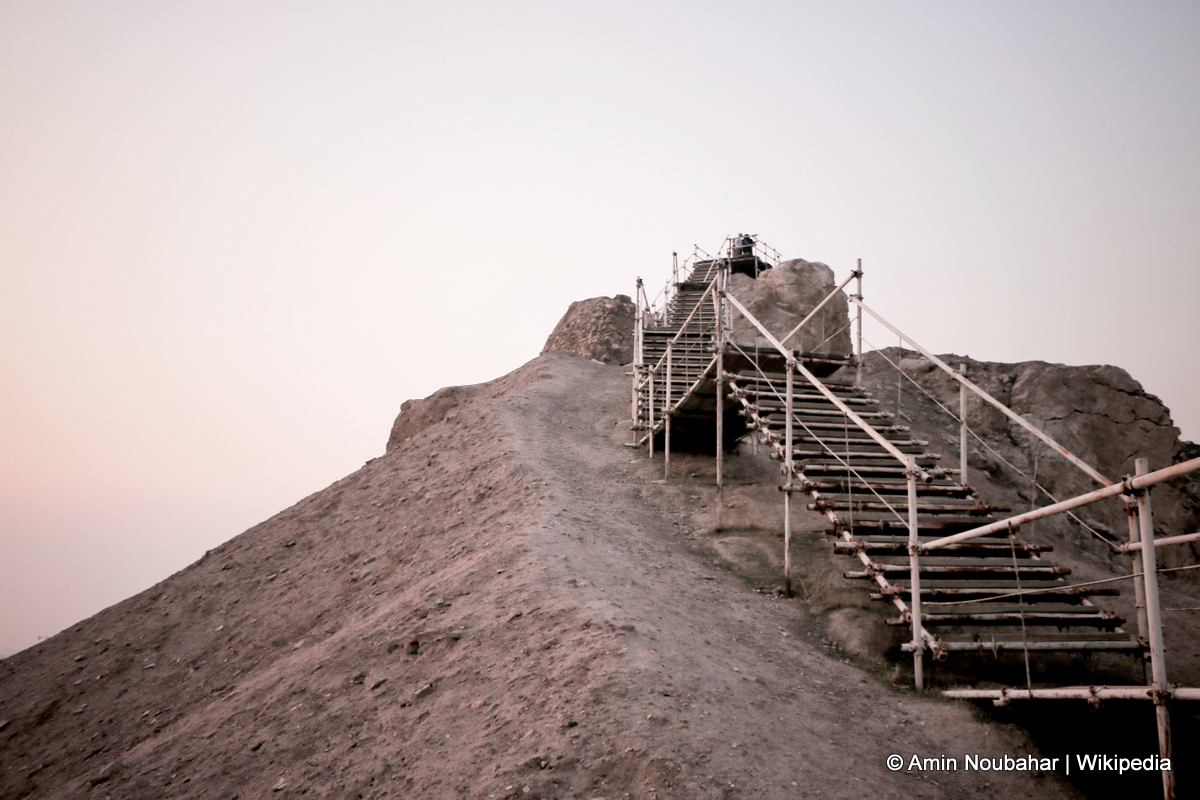
پلکان دژ رشکان
پائین ضلع جنوبی دژ رشکان
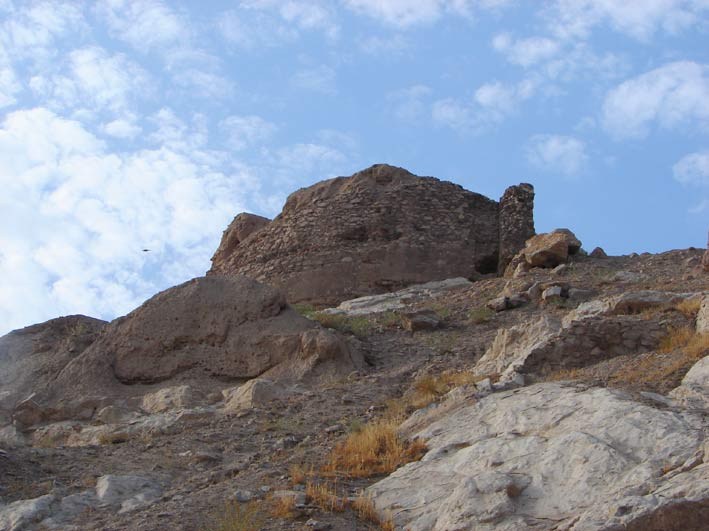
قسمت بالایی دژ رشکان
کوه بی‌بی شهربانو، از ضلع غربی دژ رشکان
پائین ضلع غربی دژ رشکان، تصویر از بالا
نمایی از شهر ری و باروی ری از بالای دژ
نمای ضلع جنوبی دژ، مشرف به کارخانه سیمان ری